# Kardinalvæver
Kardinalvæver (latin: Quelea cardinalis) er en fugleart, der lever i Østafrika (Kenya, Uganda, Tanzania og nabolande).